# Тёмная гавань
«Тёмная гавань» (англ. Dark Harbor) — фильм 1998 года, снятый американским режиссёром Адамом Коулменом Ховардом.

## Сюжет
Супружеская пара — Дэвид и его жена Алексис, торопится на последний паром, отходящий на их частный остров. По пути они подвозят израненного молодого человека, обнаруженного ими на дороге. Об этом происшествии с незнакомцем можно было забыть, но молодой парень, взявшийся из ниоткуда, удивительно странным способом регулярно попадается им на пути. И эта новая встреча странным образом будоражит супругов, пробуждая в Алексис запретные мысли, сплетающиеся со страхом. Омут страстей затягивает все сильнее. И похоже, каждый понимает степень риска в этой игре…

## В ролях
Алан Рикман /Alan Rickman/ Дэвид Вейнберг

Ридус Норман /Reedus Norman/ Young Man.

Полли Уокер /Polly Walker/ Алексис Чандлер Вейнберг